# باشگاه والیبال رئال مادرید
باشگاه والیبال رئال مادرید (به اسپانیایی: Real Madrid Voleibol) بخش والیبال رئال مادرید بود. این ورزش در سال ۱۹۵۴ به دنبال سیاست باشگاه برای گسترش اضافه شد. در زمان انحلال این بخش در سال ۱۹۸۳، پس از تیم‌های فوتبال و بسکتبال، سومین بخش موفق رئال مادرید بود.

## تاریخچه
والیبال رئال مادرید در سال ۱۹۵۴ تأسیس شد. رئال مادرید ۷ بار قهرمان اسپانیا و ۱۲ بار قهرمان کوپا دل ری شده‌است.

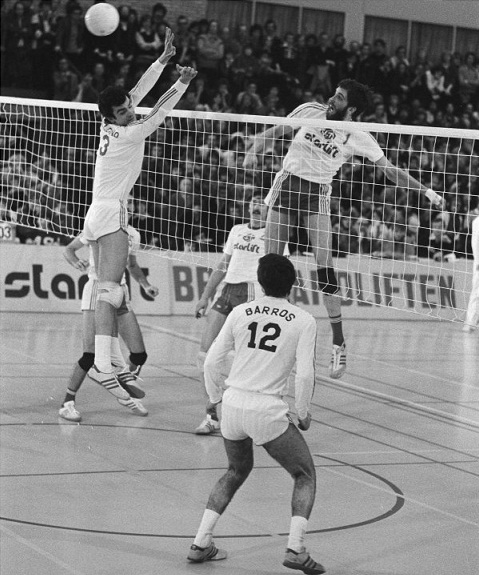
رئال مادرید در نیمه نهایی جام ملت‌های اروپا ۷۸–۱۹۷۷ بازی می‌کند. این موفق‌ترین رقابت یک تیم اسپانیایی در رقابت‌های باشگاهی اروپا تا به امروز بوده‌است

مانند برخی دیگر از بخش‌های رئال مادرید، پس از فصل ۸۳–۱۹۸۲ به دلیل سوء مدیریت اقتصادی مجبور به تعطیلی شد. با وجود آن، این تیم همچنان یکی از موفق‌ترین تیم‌های والیبال اسپانیا است. این باشگاه در مجموع ۱۹ عنوان قهرمانی داخلی، از جمله شش دونفره داخلی، کسب کرده‌است.
بهترین عملکرد بین‌المللی باشگاه در طول فصل ۷۸–۱۹۷۷ رخ داد، زمانی که آنها به نیمه نهایی جام ملت‌های اروپا رسیدند، قبل از اینکه توسط تیم هلندی، استارلیفت بلوکیر شکست بخورند. این بهترین عملکرد یک تیم اسپانیایی در لیگ قهرمانان والیبال اروپا باقی مانده‌است. اولین حضور این باشگاه در لیگ قهرمانان والیبال اروپا در فصل ۷۳–۱۹۷۲ رخ داد که در مرحله یک شانزدهم توسط یک باشگاه لهستانی Resovia Rzeszów حذف شدند. در هر دو فصل، تیم‌هایی که رئال مادرید با آنها شکست خورده بود، نایب‌قهرمان هر دوره شدند.

بسته شدن غیرمنتظره این بخش پس از فصل موفق ۸۳–۱۹۸۲، که طی آن باشگاه یک دوبل داخلی را به دست آورد، به دلیل سال‌ها سوء مدیریت اقتصادی بود. در فصل بعد، باشگاه حقوق فدرال را به باشگاه والیبال مادرید که توسط شرکت بهداشتی Sanitas حمایت می‌شد، واگذار کرد و تیم ورزشی خود و همچنین حق شرکت در لیگ قهرمانان والیبال اروپا را به ارث برد. رئیس باشگاه رئال مادرید ، لوئیس د کارلوس، در مراسم ارائه خود از بسته شدن این بخش ابراز تاسف کرد، اما استدلال کرد که این بخش، علیرغم موفقیت، تأثیر و دامنه محدودی دارد. در آخرین فصل حضور این باشگاه، تنها ۶۵۰ تماشاگر در کل فصل لیگ به ثبت رساند.

## بازیکنان برجسته
- میگل اوکن
- چوپی پرز
- جولیو دیاز
- میگل آنخل گومز لیزکانو
- لوئیس هرناندز کوتر
- فلیسیانو مایورال
- میگل آنخل پرز آلوارز
- لوئیس آلوارس گومز
- فرانسیسکو سانچز
- خامه فرناندز باروس
- خاویر کارو
- خاویر ژسوس گاستون
- اولاوی لینونن
- اولیس ریسانن

## مربیان برجسته
- میروسلاو وورگیچ
- ولادو بوگویفسکی
- چوپی پرز

## افتخارات
- سوپرلیگا (۷)
  - قهرمان: ۱۹۷۲، ۱۹۷۶، ۱۹۷۷، ۱۹۷۸، ۱۹۷۹، ۱۹۸۰، ۱۹۸۳
  - نایب‌قهرمان: ۱۹۶۵، ۱۹۷۱، ۱۹۷۴، ۱۹۷۵، ۱۹۸۱، ۱۹۸۲
- کوپا دل ری (۱۲، رکورد)
  - قهرمان: ۱۹۵۴، ۱۹۵۶، ۱۹۶۰، ۱۹۶۹، ۱۹۷۳، ۱۹۷۶، ۱۹۷۷، ۱۹۷۸، ۱۹۷۹، ۱۹۸۰، ۱۹۸۱، ۱۹۸۳
  - نایب‌قهرمان: ۱۹۵۷، ۱۹۶۱، ۱۹۶۳، ۱۹۷۱، ۱۹۷۴